# Forn de Can Plana

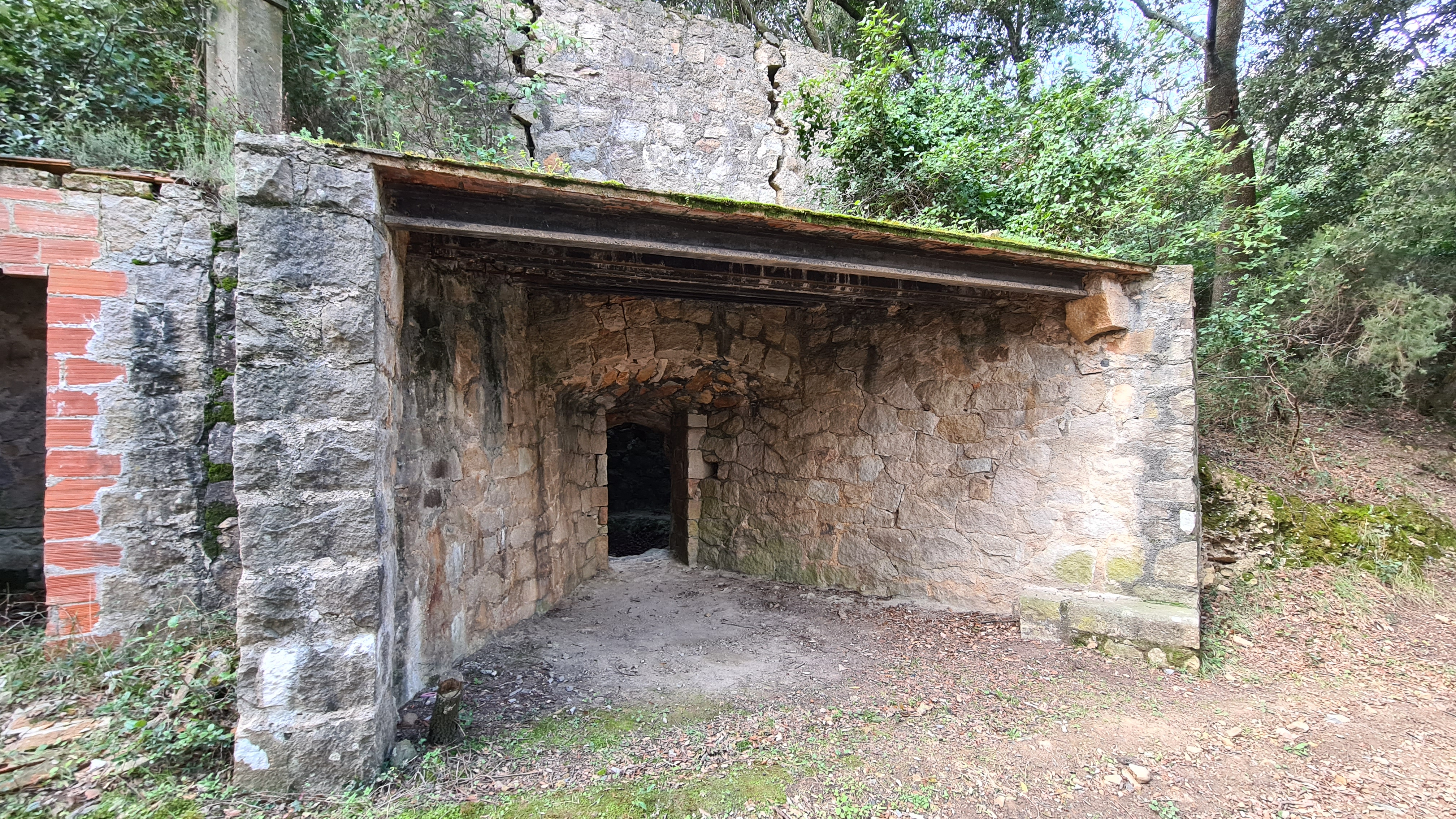
Entrada del Forn de Can Plana (David Aguirre)

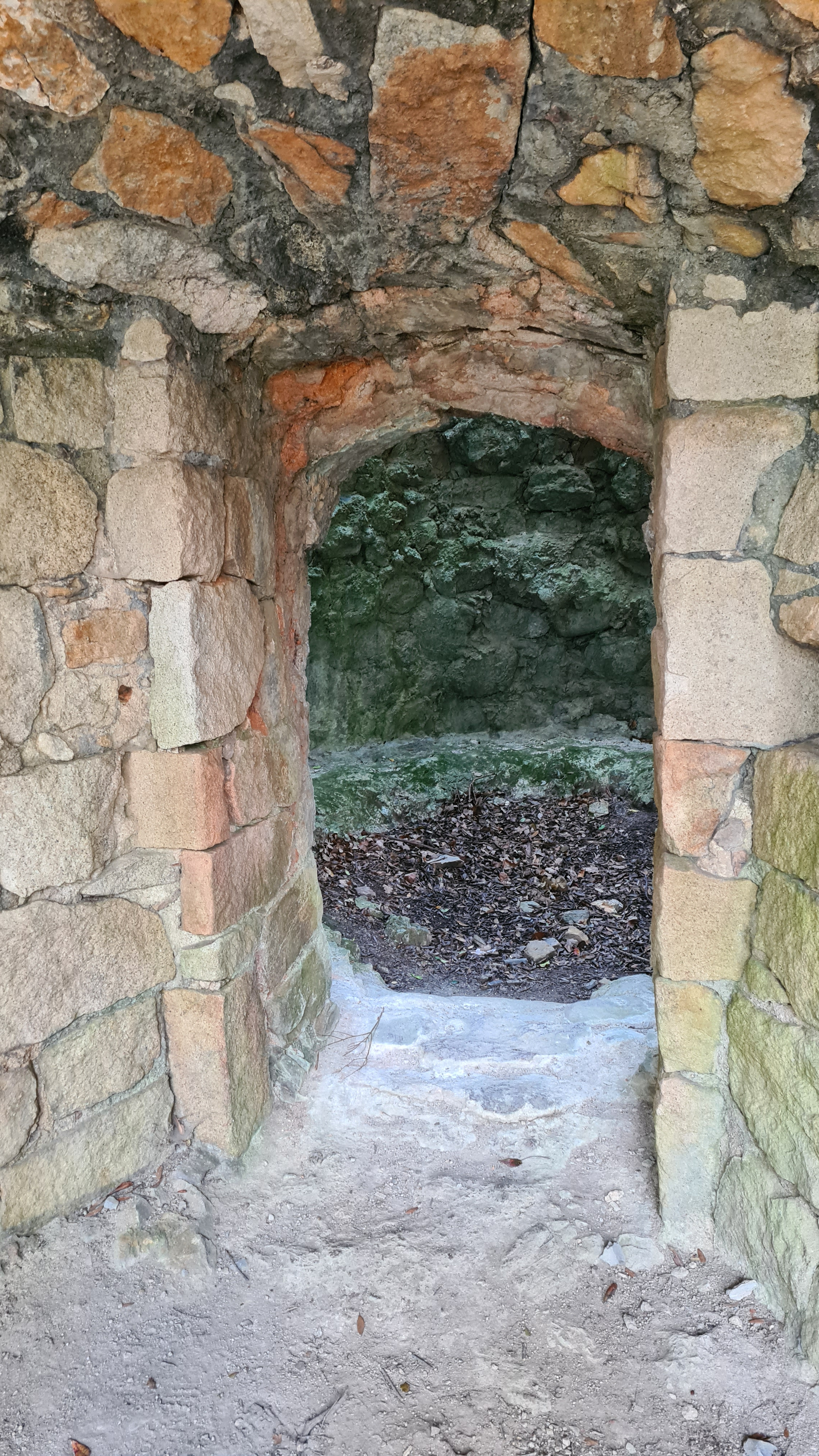
Boca d'entrada al forn de Can Plana (David Aguirre)

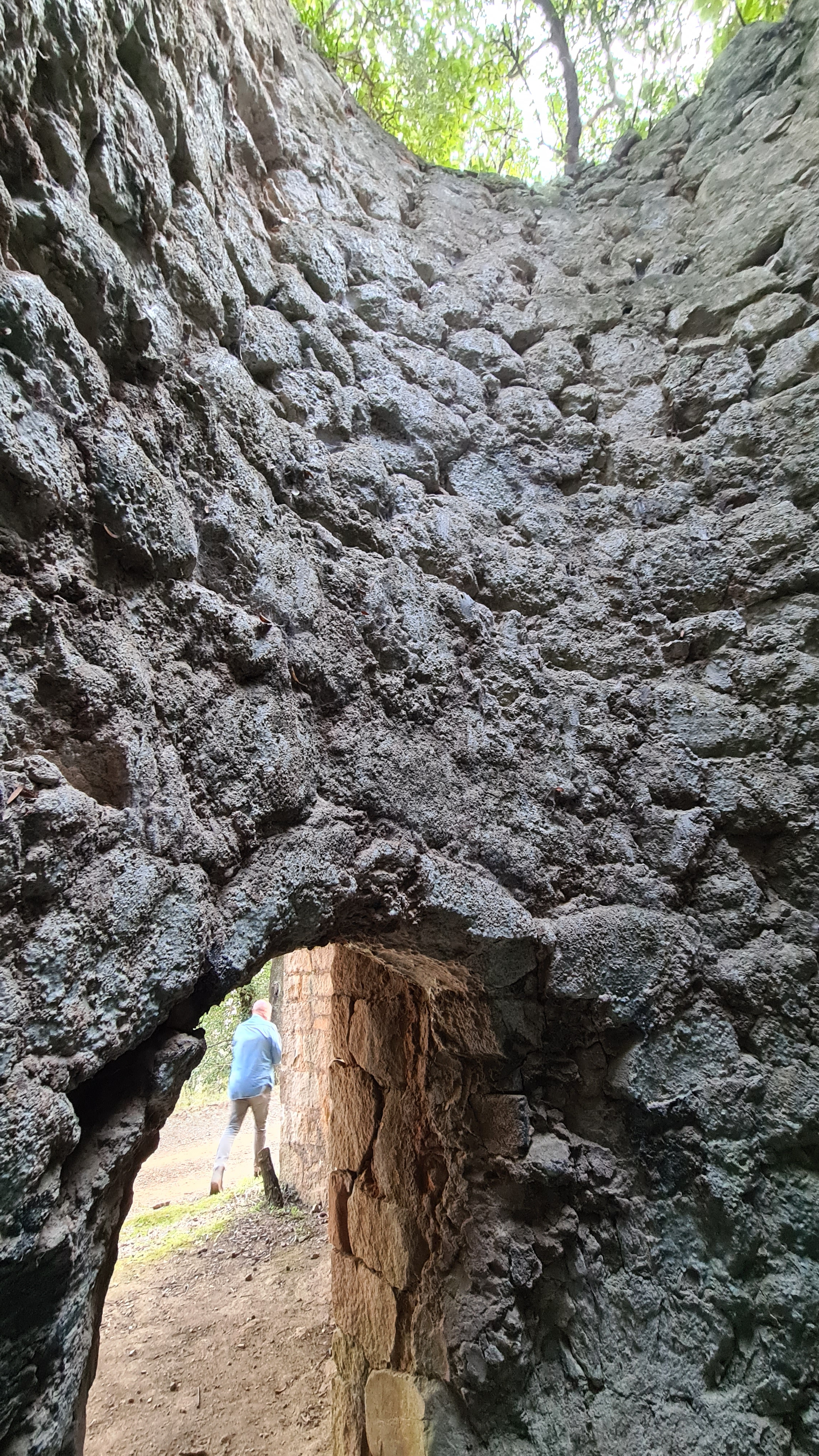
Interior del Forn de Can Plana (David Aguirre)

Forn de Can Plana és una obra de Riells i Viabrea (Selva) inclosa a l'Inventari del Patrimoni Arquitectònic de Catalunya.

## Descripció
El Forn de can Plana està situat prop d'unes pedreres de Gualba i a uns 150 metres del mas de can Plana.
Es tracta d'una construcció de pedra i morter adossada al marge del camí, d'uns 7 metres d'alçada. La part frontal presenta tres cares i la paret que forma la xemeneia té uns 2 metres d'amplada. El forn, de forma lleugerament cònica, fa 3,5 metres de diàmetre a la base i per la part més alta 2,70 metres, i arriba als 6,20 metres d'alçada en total.
Té una porta d'accés quadrangular oberta darrera d'un arc rebaixat. L'entrada ha estat consolidada amb un petit teulat de bigues de formigó.
L'interior del forn ha quedat revestit d'una pel·lícula vitrificada per les successives coccions.
Al costat esquerre hi ha una petita construcció nova de maó amb xemeneia.

## Història
No es pot datar amb certesa, però probablement és de finals del segle xix i va funcionar fins a mitjans del segle xx.